# Bistritsa Babi
As Bistritsa Babi (búlgaro: avozinhas de Bistritsa), são uma fraternidade de mulheres idosas que preservam a polifonia arcaica, danças e práticas rituais da região de Shoplouk, na Bulgária. Dentre as práticas do grupo, podem-se citar a diafonia - a qual é simplesmente conhecida por polifonia arcaica -, formas antigas da dança horo e o ritual de lazarovane, uma cerimônia de iniciação para mulheres jovens.
Diafonia é um tipo específico de canto polifónico, no qual uma ou duas vozes constroem a melodia, enquanto as outras mantêm um tom monotônico, que é eventualmente dobrado ou sustenido a fim de produzir maior sonoridade. As dançarinas, vestidas em trajes tradicionais, usualmente seguram-se umas às outras pelo cinto que trazem amarrado na cintura, e executam os passos lentamente, enquanto formam um círculo em sentido anti-horário. Algumas variações são executadas em detrimento dessa estrutura, dependendo do som e do propósito do ritual.
Apesar da função social do canto polifônico ter mudado durante o século XX, uma vez que atualmente é apenas executado como forma de encenação, as Bistritsa Babi são consideradas um importante elemento da vida cultural da região, promovendo a cultura tradicional entre as gerações mais jovens.